# New Towns in Japan
New Towns in Japan (als Lehnwort japanisch ニュータウン nyūtaun) sind eine vom britischen Vorbild inspirierte Form von Plansiedlung, wie sie in der Hochwachstumsphase („Wirtschaftswunder“) der Nachkriegszeit vor allem zwischen den 1960er und 1980er Jahren meist in der Peripherie der großen Ballungsräume entstanden sind. New Towns wurden nicht alle von öffentlichen Trägern errichtet, auch wenn viele auf die 1955 eingerichtete öffentliche Baugesellschaft Nihon jūtaku kōdan (日本住宅公団, „Japanische Wohnungs-Kōdan“ [kōdan=Form von öffentlichen Unternehmen Besatzungszeit–2000er Jahre], englisch Japan Housing Corporation) zurückgehen. Subsumiert oder gemeinsam betrachtet werden oft auch Danchi (団地), öffentliche Planwohnsiedlungen, wie sie ab dem Wiederaufbau der 1950er Jahre verbreitet entstanden sind.
Eine der bekanntesten und größten New Towns ist die Tama New Town in Tokio. In jüngerer Zeit werden viele der gealterten New Towns und Danchi in Substanz und Gestaltung systematisch erneuert; seitens der Nationalregierung ist dafür die als indirekter Nachfolger der Nihon jūtaku kōdan entstandene Selbstverwaltungskörperschaft „Organisation für Stadterneuerung“ (都市再生機構 toshi saisei kikō, auch kurz UR都市機構 UR toshi kikō, englisch Urban Renaissance Agency) verantwortlich.